# Gaspard Goyrand
Pour les articles homonymes, voir Goyrand.
Jean Gaspard Blaise Goyrand (1803 - 1866) est un médecin et chirurgien français, originaire d'Aix-en-Provence, ville dans laquelle il résida au no 2 de la rue qui porte aujourd'hui son nom.

## Biographie
Il a obtenu sa thèse en 1828 à Paris.
Il est connu surtout pour sa description de la fracture du poignet qui a gardé son nom. Il s'est aussi illustré dans une opposition au Baron Dupuytren, chirurgien en chef de l'hotel Dieu . Ce dernier avait établi que l'origine de la rétraction permanente des doigts était due à des brides nouvellement formées à partir de l'aponévrose palmaire et non à cause d'une rétraction tendineuse des tendons fléchisseurs. Il considérait que cette pathologie était liée à des traumatismes répétés. Goyrand prétendit dans un mémoire déposé à l'académie que l'origine de la maladie ne siégeait pas dans l'aponévrose mais dans des nodules nouvellement formés dans le tissu sous-cutané de la paume de la main, que l'origine n'était pas traumatique mais héréditaire, qu'il ne fallait pas se contenter de sectionner les brides transversalement mais plutôt de les exciser par des incisions selon leur axe longitudinal. Il présenta deux rapports à l'Académie royale de médecine en 1833 et 1834.
Il fut aussi adjoint à la mairie d’Aix-en-Provence.